# タンギー爺さん
タンギー爺さん（タンギーじいさん、仏: Le Père Tanguy、英: Portrait of Père Tanguy）は、1887年夏頃及び冬頃にオランダの画家、フィンセント・ファン・ゴッホによって描かれた油彩の絵画。

## 概要
ほぼ同構図の絵が2点存在している。特に、ロダン美術館所蔵の作品は、ゴッホの代表作として名高い。この他にタンギーを描いた肖像画1点を含めて、本作は3点あると表記されることがある。
背景には浮世絵が描かれており、ジャポニスムが最も良く表れた作品である。背景に描かれている浮世絵は文京区千駄木にある店「いせ辰」の版画が基になっている。1887年夏頃に描かれたとされる作品はオーギュスト・ロダンのコレクションとなり、現在はパリのロダン美術館所蔵。1887年冬頃（1888年に入っているとする説もある）に描かれたとされる作品はスタブロス・ニアルコスのコレクションとされているが、現在の詳細は明らかにされていない。
両作品の制作順について、画集などではロダン美術館蔵のもののほうが先とするものがある。一方、静岡県立美術館ロダン館の解説ではロダン美術館蔵のもののほうが後であるとしている。
ロダン美術館の作品は、2001年に開催された「ロダンと日本」展（静岡県立美術館、愛知県美術館）に出品され、その図録に浮世絵との関連が詳しく説明されている。

## 背景の浮世絵
- 歌川広重 「富士三十六景 さがみ川」（山口県立萩美術館、ファン・ゴッホ美術館蔵）
- 歌川広重 「五十三次名所図会 四十五 石薬師 義経さくら範頼の祠」（山口県立萩美術館、ファン・ゴッホ美術館蔵）
- 歌川国貞（三代目歌川豊国） 「三世岩井粂三郎の三浦屋高尾」（山口県立萩美術館、ファン・ゴッホ美術館蔵）
- 渓斎英泉 「雲龍打掛の花魁」（千葉市美術館蔵）
  - 但し、これは裏焼きである。当時の美術雑誌に裏焼きの状態で掲載されたものをそのまま描いたとみられる。
- 作者不詳「東京名所 いり屋」（山口県立萩美術館蔵）
  - 長らく、歌川広重 (2代目)の「東都名所三十六花選 入谷朝顔」とされていたが、1999年に無名のちりめん絵（クレポン）であることが特定された。
- 残りの一点は未だ特定されていない。無名の浮世絵師によるもの、広重『江都名所 吉原日本堤』もしくは英泉『江戸八景 吉原夜の雨』などにゴッホが雪を描き加えた等、諸説ある。天水桶を乗せた長屋が描かれていることから、いずれにせよ場所は吉原と推測されている。

## モデル
ジュリアン・フランソワ・タンギー（Julien François Tanguy、1825年-1894年）は、パリで画材屋兼画商を営んでいた。若い頃はパリ・コミューンの一員として参加し、逮捕勾留された経験を持つ。そうした事からかタンギーは貧しい芸術家たちに理解を示し、絵画で画材代の支払いをすることも認めていたという。彼の店にはファン・ゴッホを始めとした印象派やポスト印象派の無名画家が多く出入りしており、本作のタイトルである「タンギー爺さん（ペール・タンギー）」の愛称で親しまれていた。タンギーはファン・ゴッホの死に際して葬儀に参列した数少ない人物であり、その後も彼の絵を展示していたという。同時期に夫人をモデルにしたと推測される肖像画も残されている。

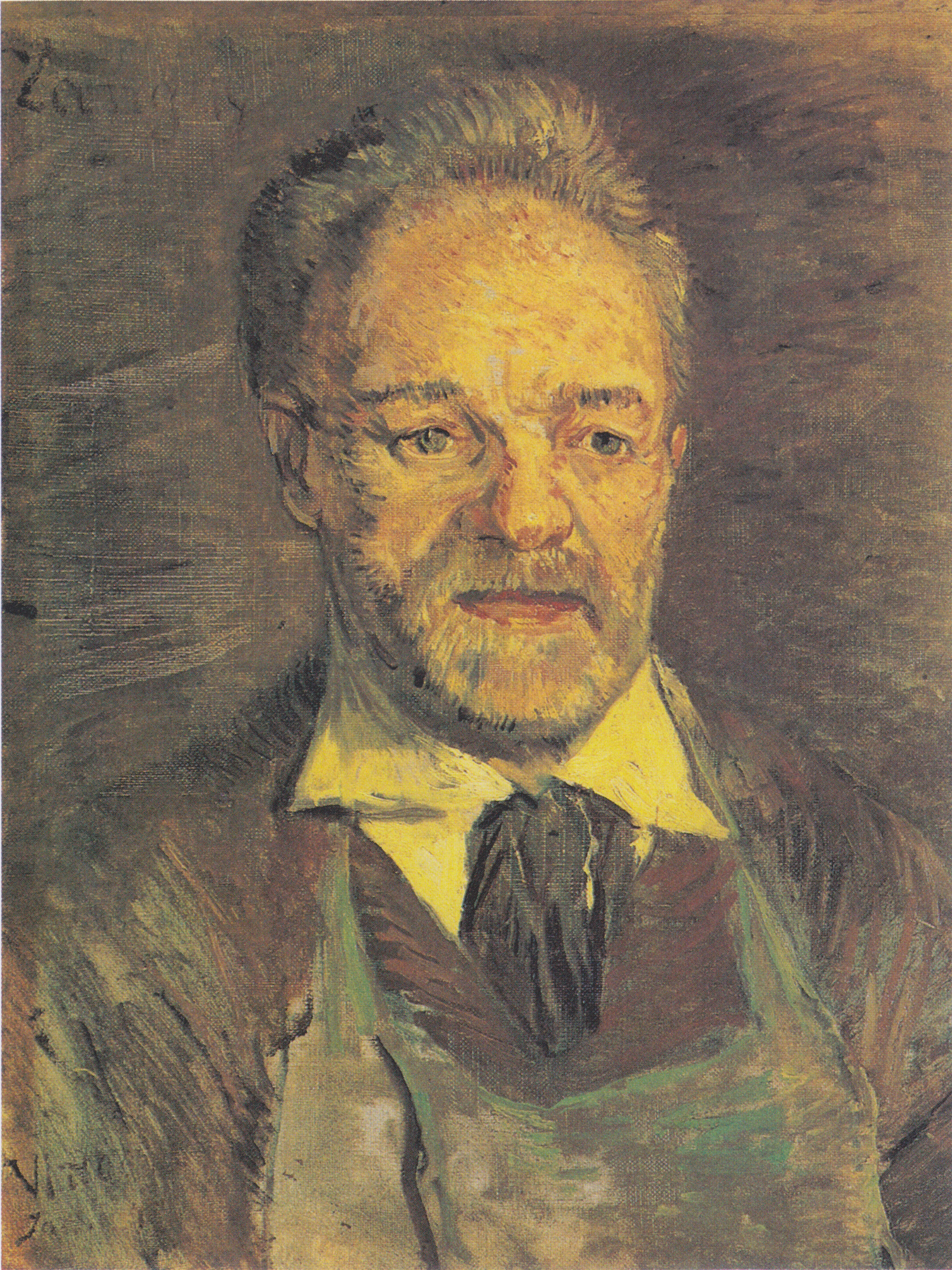
タンギー爺さんの肖像（F263）、1887年1月、キャンバスに油彩、47.0 × 38.5cm、ニイ・カールスベルグ・グリプトテク美術館蔵
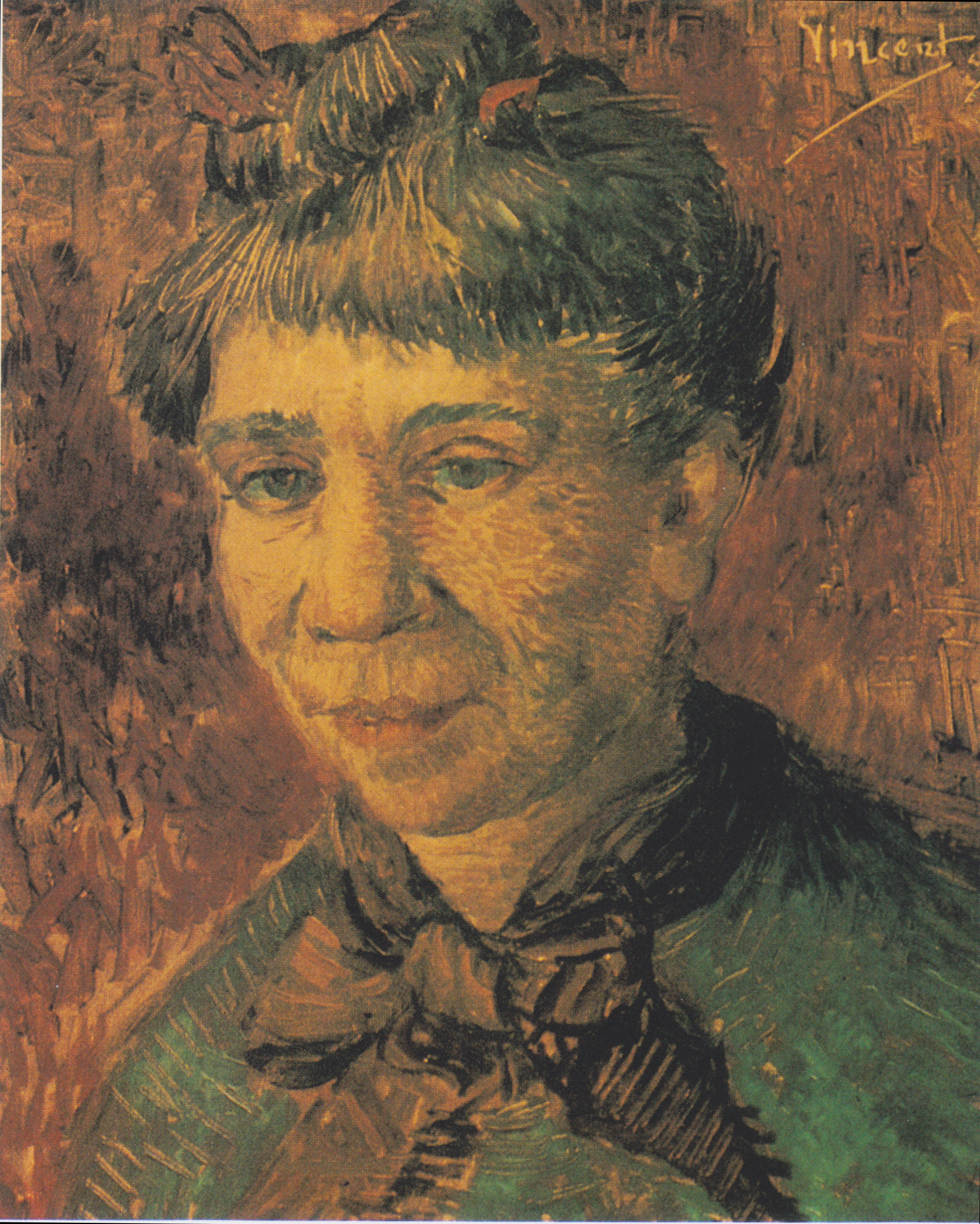
女性の肖像（タンギー夫人？）（F357）、1886-87年冬、キャンバスに油彩、40.5 × 32.5cm、バーゼル市立美術館蔵